# Hugh Dancy
Hugh Dancy (Stoke-on-Trent, 19 de junho de 1975) é um ator e modelo inglês. É conhecido pelo seu papel de Will Graham na aclamada série Hannibal, pelo qual recebeu duas nomeações para os Critic's Choice Awards. No cinema foi protagonista de filmes como Ella Enchanted, The Jane Austen Book Club, Confessions of a Shopaholic e Hysteria.
Em 2006 foi nomeado para um Emmy pelo seu desempenho na minissérie da HBO Elizabeth I.

## Primeiros anos
Hugh Dancy nasceu em Stoke-on-Trent no Staffordshire e foi criado em Newcastle-under-Lyme. A sua mãe, Sarah Ann (nome de solteira Birley), trabalhou como editora académica e seu pai, Jonathan Dancy é um conhecido professor de Filosofia que dá aulas na Universidade de Reading e na Universidade do Texas.
Hugh é o mais velho de três irmãos, o seu irmão mais novo, Jack Dancy (nascido a 25 de maio de 1977) é vice-diretor da empresa de viagens Trufflepig Travel e a sua irmã mais nova chama-se Katharine Sarah Redman (nascida a 5 de março de 1980). Entre os 5 e os 10 anos, Hugh frequentou a escola primária Edenhurst Preparatory School em  Newcastle-under-Lyme. Aos 10 anos entrou no colégio interno Dragon School em Oxford. e, aos 13 anos no Winchester College.
Depois de terminar o ensino secundário, Hugh entrou na St. Peter's College da Universidade de Oxford onde estudou Línguas e Literatura Inglesa. Fala Francês fluentemente.

## Carreira
Após terminar os seus estudos em Oxford, Hugh mudou-se para Londres onde trabalhou como barman e empregado de mesa. Uma conversa no bar onde trabalhava levou-o a conhecer o diretor de casting Ros Hubbard e o agente Dallas Smith que o contratou para a sua agência.
Em 1998 teve o seu primeiro papel televisivo na série Trial & Retribution. Nos anos seguintes trabalhou sobretudo em episódios de séries britânicas como The New Adventures of Robin Hood, Dangerfield e Cold Feet. Fez também parte do elenco dos telefilmes Madame Bovary, no papel de Leon e David Copperfield onde teve o seu primeiro papel principal. Em 2000, foi um dos protagonistas da série Young Blades onde interpretou o papel de D'Artagnan.
Estreou-se no cinema em 2001 com o papel do médico Schmid em Black Hawk Down do realizador Ridley Scott. No ano seguinte regressou à televisão britânica com a minissérie Daniel Deronda, baseada no romance homónimo de George Eliot.
Em 2004 fez parte do elenco de dois dos filmes mais publicitados desse ano: Ella Enchanted, um filme de fantasia que dá um toque moderno aos contos de fada e onde interpretou o papel do protagonista masculino, Prince Charmont; e King Arthur, uma adaptação ao cinema da famosa lenda do Rei Artur e dos cavaleiros da távola redonda que se baseia mais em factos históricos do que em contos, onde interpretou Galahad.
Em 2007 fez o papel de Adam Towers em Basic Instinct 2. No mesmo ano estreou ainda Savage Grace (filme) com Julianne Moore e Eddie Redmayne e The Jane Austen Book Club com Emily Blunt e Maria Bello.
Em 2009 foi nomeado para um Satellite Award pelo seu desempenho no filme Adam, onde interpreta o papel de um homem com Síndrome de Asperger que se apaixona pela sua nova vizinha (Rose Byrne), mas tem dificuldades em expressar os seus sentimentos. No mesmo ano participou na comédia Confessions of a Shopaholic onde interpreta o papel do editor de uma revista de finanças, Luke Brandon.
Em 2011 participou em três filmes: o indie Martha Marcy May Marlene, onde interpreta o papel de Ted; Our Idiot Brother, uma comédia protagonizada por Paul Rudd onde faz o papel de de Christian e Hysteria, uma comédia inglesa sobre a invenção do vibrador que protagoniza. Ainda nesse ano, participou em 8 episódios da série The Big C.
Em 2013 estreou Hannibal na NBC, uma série baseada nas personagens e elementos dos livros Red Dragon e Hannibal de Thomas Harris. A série foca-se na relação entre as personagens de Hannibal Lecter, interpretado por Mads Mikkelsen e Will Graham, interpretado por Hugh Dancy. Apesar de ter sido bastante elogiada pela crítica e nomeada para vários prémios, a série nunca teve grandes audiências e acabou por ser cancelada em 2015 ao fim de três temporadas.
Desde 2016, Hugh é um dos protagonistas, com Aaron Paul e Michelle Monaghan, da série The Path, transmitida pelo serviço de streaming Hulu.

## Vida pessoal
Hugh Dancy conheceu Claire Danes quando os dois estavam na rodagem do filme Evening em Newport, Rhode Island. Os dois anunciaram o noivado em fevereiro de 2009 e  tem um filho, Cyrus Michael Christopher Dancy, nascido a 17 de dezembro de 2012.

## Filmografia

### Cinema
| Ano  | Título                           | Papel                  | Obs. e Título em Português                                      |
| ---- | -------------------------------- | ---------------------- | --------------------------------------------------------------- |
| 2001 | Black Hawk Down                  | Sfc. Kurt Schmid       | br: Falcão Negro em Perigo pt: Cercados                         |
| 2001 | Young Blades                     | D'Artagnan             |                                                                 |
| 2003 | Tempo                            | Jack                   | br: Tempo - Uma Questão de Sobrevivência                        |
| 2003 | The Sleeping Dictionary          | John Truscott          | br: Dicionário de Cama pt: A Linguagem do Amor                  |
| 2004 | King Arthur                      | Galahad                | br: Rei Arthur pt: Rei Artur                                    |
| 2004 | Ella Enchanted                   | Prince Charmont        | br: Uma Garota Encantada pt: Ella Encantada                     |
| 2005 | Shooting Dogs                    | Joe Connor             | br: Tiros em Ruanda pt: Shooting Dogs - Testemunhos de Sangue   |
| 2006 | Basic Instinct 2: Risk Addiction | Adam Towers            | br: Instinto Selvagem 2 pt: Instinto Fatal 2                    |
| 2007 | The Jane Austen Book Club        | Grigg Harris           | br/pt: O Clube de Leitura de Jane Austen                        |
| 2007 | Evening                          | Buddy Wittenborn       | br: Ao Entardecer pt: Ao Anoitecer                              |
| 2007 | Savage Grace (filme)             | Sam Green              | br: Pecados Inocentes pt: Desejos Selvagens                     |
| 2007 | Blood & Chocolate                | Aiden                  | br/pt: Sangue e Chocolate                                       |
| 2009 | Confessions of a Shopaholic      | Luke Brandon           | br: Os Delírios de Consumo de Becky Bloom pt: Louca por Compras |
| 2009 | Adam                             | Adam                   | br: Adam                                                        |
| 2010 | Coach                            | Nick                   | br: Meu Adorável Treinador                                      |
| 2010 | The Wildest Dream                | Andrew Irvine          | Documentário Voz                                                |
| 2011 | Our Idiot Brother                | Christian              | br: O Idiota do Meu Irmão pt: O Idiota do Nosso Irmão           |
| 2011 | Martha Marcy May Marlene         | Ted                    | br/pt: Martha Marcy May Marlene                                 |
| 2011 | Hysteria                         | Dr. Mortimer Granville | br: Histeria pt: Boas Vibrações                                 |
| 2013 | Legends of Oz: Dorothy's Return  | Marshal Mallow         | br: A Lenda de Oz pt: Lendas de Oz: O Regresso de Dorothy Voz   |

### Televisão
| Ano       | Título                           | Papel                  | Notas                           |
| --------- | -------------------------------- | ---------------------- | ------------------------------- |
| 1998      | Trial & Retribution              | Robert Belini          | 2 episódios                     |
| 1998      | The New Adventures of Robin Hood | Kyle                   | Episódio: "Orphans"             |
| 1998–1999 | Dangerfield                      | Charlie Paige          | 2 episódios                     |
| 1999      | Cold Feet                        | Danny                  | 2 episódios                     |
| 1999      | Kavanagh QC                      | Michael Woodley        | Episódio: "The More Loving One" |
| 2000      | Relic Hunter                     | Michael Previn         | Episódio: "The Last knight"     |
| 2000      | David Copperfield                | David Copperfield      | Telefilme                       |
| 2000      | Madame Bovary                    | Leon                   | Telefilme                       |
| 2002      | Daniel Deronda                   | Daniel Deronda         | 3 episódios                     |
| 2006      | Elizabeth I                      | Earl of Essex          | 2 episódios                     |
| 2011      | The Big C                        | Lee Fallon             | 8 episódios                     |
| 2013–2015 | Hannibal                         | Will Graham            | 38 episódios                    |
| 2015      | Deadline Gallipoli               | Ellis Ashmead Bartlett | 2 episódios                     |
| 2016–2018 | The Path                         | Cal Roberts            | 36 episódios                    |

### Teatro
| Ano  | Peça                       | Papel           | Teatro                                  |
| ---- | -------------------------- | --------------- | --------------------------------------- |
| 1999 | Billy and the Crab Lady    | Fred            | Soho Theatre, Londres                   |
| 2000 | To The Green Fields Beyond | Mo              | Donmar Warehouse, Londres               |
| 2010 | The Pride                  | Phillip         | MCC Theater, Nova Iorque                |
| 2011 | Venus in Fur               | Thomas Novachek | Samuel J. Friedman Theatre, Nova Iorque |